# Opgedragen leen
Een opgedragen leen (Latijn: feodum oblatum; Frans: fief de reprise) was in de middeleeuwen een rechtsfiguur waarbij een persoon het bezit van zijn allodiaal goed al of niet vrijwillig als diplomatiek instrument overdroeg aan een machtiger iemand onder voorwaarde het weer in leen terug te zullen ontvangen. De vroegere bezitter kreeg zo als leenman een vorm van vruchtgebruik van zijn voormalig eigen goed, in ruil voor diensten aan de nieuwe leenheer maar met genot van diens bescherming.

## Historische achtergrond
Het leenstelsel is vermoedelijk een van oorsprong Frankisch systeem dat terug gaat tot in de vroege Middeleeuwen. Er zijn uit verschillende delen van Europa overeenkomsten bewaard gebleven en juridische verhandelingen, maar de precieze geschiedenis staat niet vast. Wel is duidelijk dat tijdens de regering van Karel de Grote (768-814) het leenstelsel al functioneerde. Het leenstelsel heeft zich mogelijkerwijze ontwikkeld uit het in vruchtgebruik geven van een vermogensbestanddeel voor kortere of langere duur (beneficium) aan een privaatpersoon bij wijze van betaling voor bewezen of nog te bewijzen diensten, waartoe deze niet verplicht was. Degene, die dit goed uitleent of in bruikleen geeft, wordt de leenheer genoemd en degene, die het ontvangt, de leenman. Er kan niet gesproken worden van één leenstelsel want er waren regionale verschillen, het onderliggende systeem was wel vergelijkbaar.
Op den duur werden lenen erfelijk vermogen. Een ontwikkeling die langzaam is verlopen.
In de feodaal geordende ruimte ontstond door de belening een personele rechtsbetrekking tussen de 'heer' en de 'man' waarbij de 'man' de vazal van de heer werd. Leenheer en leenman verplichtten zich tot wederzijdse trouw, waarbij de leenman het goed hield en bescherming en steun van de heer genoot, waar tegenover hij de heer met 'raad en daad' (consilium en auxilium) bijstond. De daad bestond oorspronkelijk uit militaire diensten.
In tegenstelling tot lenen uit het vermogen van de heer, die door deze aan zijn dienstmannen als beloning voor bepaalde diensten als krijger of als ambtsdrager uitgegeven werden, gaat het bij opgedragen leen om een goed dat oorspronkelijk afkomstig uit het vermogen van de leenman. 
In tegenstelling tot geschillen omtrent allodiaal goed die voor gewoon recht werden beslecht, dienden geschillen tussen leenheer en leenman en tussen leenmannen onderling omtrent opgedragen lenen voor een eigen gerecht. Bij het leengerecht trad de heer als voorzitter en rechtsvorderaar op en de leenmannen wezen vonnis. Anders dan in het heersende gewoonterecht was binnen het leenrecht het goed ondeelbaar en had in veel leenrechten de oudste zoon preferentie en bleef het bezit binnen de dynastie.

## Motivatie om  het bezit tot opgedragen leen om te vormen
De beweegredenen om tot de constructie van opgedragen leen over te gaan waren divers: bescherming van de nieuwe leenheer, als diplomatiek instrument of voorkomen van versnippering van het grondgebied.

De bescherming en andere voordelen van de toekomstige leenheer die de constellatie van opgedragen leen met zich meebracht, vormde zo een belangrijke drijfveer dat men afstand deed van het vrij eigendomsrecht en alzo de integriteit van het eigen grondgebied daarvoor opgaf.. Doordat zij vrijwillig leenmannen werden van  machtiger heren door de constructie van het opgedragen leen, is een belangrijk deel van de prefeodale edelen overgegaan in de feodale adel 

In feodaal geordend Europa wendde men de methode van 'opgedragen' leen ook aan als diplomatiek instrument waar beide partijen baat bij hadden. Zo gebruikten de graven van het Graafschap Loon dit systeem veelvuldig om instemming te verkrijgen van machtige buren als het hertogdom Brabant, het prinsbisdom Luik en het Graafschap Gelre. Toen de Loonse graaf Lodewijk II een huwelijk wilde aangaan met Ada van Holland (erfgename van de graafschappen Holland en Zeeland), trachtte hij door het schenken aan de feodale omgeving van verschillende van zijn Loonse allodia als opgedragen leen hun instemming te verkrijgen. 

Door de constructie van opgedragen leen wilden sommigen hiermee versnippering van het bezit voorkomen.

## Voorbeelden van opgedragen lenen
Voorbeelden van allodia die overgedragen zijn aan de graaf van Gelre, en als opgedragen lenen terug ontvangen zijn:
- De burg van Maurik aan Reinald graaf van Gelre ten leen en open huis opgedragen (1297)[7]
- Everard van Middach draagt zijn huis op aan de graaf van Gelre en wordt weder door denzelven ten Zutphensen regte daarmede beleend (1315)[8]
- het kasteel Almelo aan Reinald zoon des graven van Gelre als open huis opgedragen en van dezenzelven ten leen ontvangen (1318)[9]
- Eustatius van Brakel en zijn zoon dragen op 8 augustus 1321 hun burcht op aan de Reinald, zoon van de graaf van Gelre en worden weder daarmede beleend[10]
- het huis te Kuilenburg, door Hubert Schenk van Kuilenburg aan Reinald graaf van Gelre (1331)[11]
- huis en hof te Bronkhorst, door Evert van Wilp aan de graaf van Gelre (1333)[12]
- goed en kasteel Te Werve in 1454 door Jan Ruychbroek opgedragen aan de graaf van Holland om het als ondeelbaar leen terug te ontvangen[13]

In een oorkonde van 10 juli 1203 draagt Lodewijk II van Loon uit diplomatieke overwegingen (huwelijk met Ada van Holland), zijn kastelen van Montenaken en Brustem, en zijn allodiale goed Hallud op aan het kapittel van Sint-Lambertus van Luik